# 옥수수 녹말

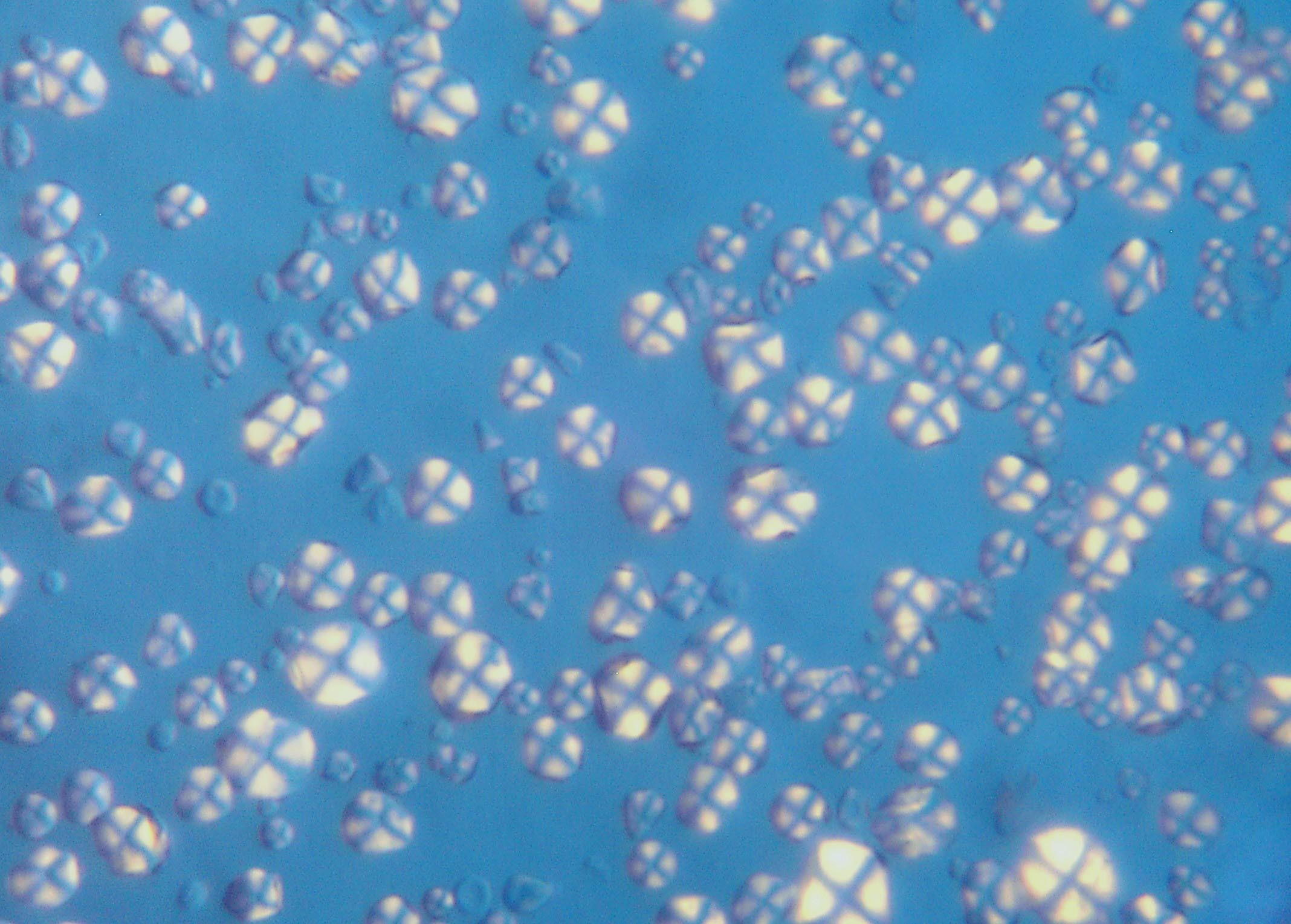

옥수수 가루(cornflour), 옥수수 녹말(cornstarch, maize starch, corn starch), 옥수수 전분은 옥수수로부터 처리되어 만들어진 녹말 가루이다. 특이하게도 충격을 흡수하는 능력이 있어 약한 충격에서는 액체 상태이지만, 강한 충격을 줄수록 고체처럼 되어 더욱 단단해진다.

## 같이 보기
- 우블렉
- 층밀림 늘기
- 층밀림 두꺼워지기
- 감자 녹말
- 고구마 녹말
- 녹두 녹말
- 칡 녹말
- 카사바 녹말
- 고과당 옥수수 시럽
- 옥수수 기름